# Новоселитьба
Но́воселитьба́ — село в Белогорском районе Амурской области, Россия.
Входит в Некрасовский сельсовет.

## География
Село Новоселитьба стоит на правом берегу реки Белая (левый приток Зеи).
Село Новоселитьба расположено к югу от районного центра города Белогорск.
Дорога к селу Новоселитьба идёт на юго-восток от административного центра Некрасовского сельсовета села Некрасовка, расстояние — 10 км.
Расстояние до районного центра города Белогорск (через Некрасовку, Поляное, на северо-восток по автодороге областного значения Белогорск — Благовещенск, через Пригородное) — около 52 км.

## Население
| 2002 | 2010 | 2012 | 2013 | 2014 | 2015 | 2016 |
| ---- | ---- | ---- | ---- | ---- | ---- | ---- |
| 62   | ↘21  | ↗22  | ↗23  | ↘20  | →20  | ↗22  |
| 2017 | 2018 |      |      |      |      |      |
| ↘20  | →20  |      |      |      |      |      |

По данным переписи 1926 года по Дальневосточному краю, в населённом пункте числилось 136 хозяйств и 773 жителя (385 мужчин и 388 женщин), из которых преобладающая национальность — украинцы (75 хозяйств).

## Инфраструктура
- Сельскохозяйственные предприятия Белогорского района.